# Донк, Маринус Антон
Маринус Антон Донк (нидерл. Marinus Anton Donk; 14 августа 1908 — 2 сентября 1972) — нидерландский миколог и ботаник.

## Краткая биография
Маринус Антон Донк родился в Ситубондо на острове Ява. Учился в средней школе в Гааге. В 1927 году поступил в Утрехтский университет и стал учиться биологии. В 1931 году Донк закончил первую часть своей работы «Revisie van de Nederlandse Heterobasidiomyceteae». Через два года была закончена и вторая часть этой работы, за которую Донк получил степень доктора. Затем Маринус вернулся на Яву и с 1934 по 1940 работал учителем. В 1941 году Донк стал куратором гербария Богорского ботанического сада. В 1942 году Донк попал в японский концентрационный лагерь, где смог добывать из соцветий пальм дрожжи и использовать их для получения витаминов для заключённых. Снова переехав в Нидерланды, Донк стал директором Национального гербария Нидерландов и членом Нидерландской королевской академии наук. В 1959 году Донк и Рудольф Арнольд Мас Гестеранус основали микологической журнал Persoonia.

## Научные работы
- (1931) Revisie van de Nederlandse Heterobasidiomyceteae (uitgez. Uredinales en Ustilaginales) en Homobasidiomyceteae-Aphyllophraceae : I. (Revision of the Dutch Heterobasidiomycetes (except for the Uredinales and Ustilaginales) and Homobasidiomycetes: Aphyllophraceae) in Mededeelingen van de Nederlandsche Mycologische Vereeniging (Proceedings of the Dutch Mycological Association) 18:20 S. 67-200.
- (1933) Revisie van de Nederlandse Heterobasidiomyceteae (uitgez. Uredinales en Ustilaginales) en Homobasidiomyceteae-Aphyllophraceae : II. in Mededeelingen van het Botanisch Museum en Herbarium van de Rijks Universiteit te Utrecht 9 S. 1-278.
- (1949) New and revised nomina generica conservanda proposed for Basidiomycetes (Fungi) in Annales du Jardin Botanique de Buitenzorg (Annals of the Buitenzorg Botanical Garden) 3rd series, 18 S. 83-168.
- (1949) Nomenclatural notes on generic names of agarics (Fungi: Agaricales) in Annales du Jardin Botanique de Buitenzorg (Annals of the Buitenzorg Botanical Garden) 3rd series, Bd. 18 S. 271—402
- (1959) Notes on Cyphellaceae: 1 in Persoonia 1 S. 25-110.
- (1962) The generic names proposed for the Agaricaceae in Beihefte Nova Hedwigia (supplement to Nova Hedwigia) 5 S. 1-320.
- (1962) Notes on Cyphellaceae: 2 in Persoonia 2 S. 331—348.
- (1964) A conspectus of the families of Aphyllophorales in Persoonia 3 S. 199—324.
- (1964) The generic names proposed for Polyporaceae in Persoonia 1 S. 173—302.

## Организмы, названные в чести М. А. Донка
Роды:
- Donkella Doty 1950 (=Clavulinopsis)
- Donkia Pilát 1936 (=Climacodon)
- Donkioporia Kotlába & Pouzar 1973

Виды:
- Bispora donkii Subramon. & V.G. Rao 1976
- Cristella donkii Parmasto 1965
- Diderma donkii Nann.-Bremek. 1973
- Fibuloporia donkii Domanski 1969 (=Ceriporiopsis mucida)
- Flagelloscypha donkii Agerer 1975
- Ganoderma donkii Steyaert 1972
- Gloeocystidiellum donkii S.S. Rattan 1977
- Labyrinthomyces donkii Malençon 1973 (=Reddellomyces donkii)
- Penicillium donkii Stolk 1973
- Phlebia donkii Bourdot 1930
- Tomentella donkii Litsch. 1941